# 田原臨海風力発電所

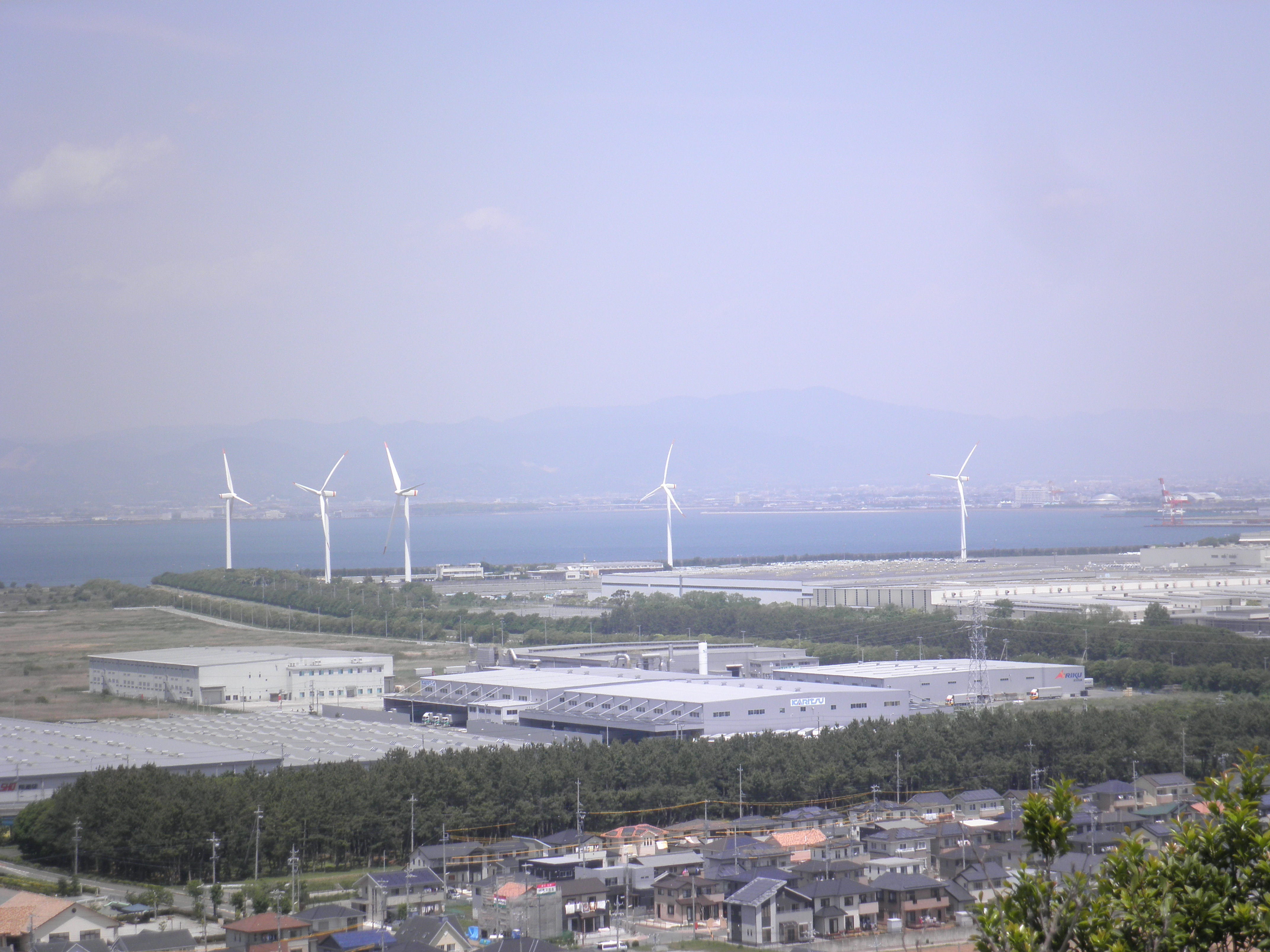
笠山から見た田原臨海風力発電所

田原臨海風力発電所（たはらりんかいふうりょくはつでんしょ）は、愛知県田原市緑が浜にある風力発電所。事業主は株式会社ジェイウインド田原。港湾区域の風力発電所としては日本最大級である。愛称は田原かぜりん。

## 概要
トヨタ自動車の敷地内や田原市の公有地などに立地し、発電風車の真下は緑が浜エコパークという公園として整備されている。2000kWの風車発電機が11基設置されており、発電所出力は22000kW。発電機はデンマークのベスタス社製であり、羽根の直径は80m・取付高は67m。田原市は「たはらエコ・ガーデンシティ」構想を掲げており、当風力発電所のほかにも渥美風力発電所、伊良湖風力発電所、久美原風力発電所、蔵王山展望台風力発電所などが立地している。

## 沿革
2001年から風況観測や環境調査を行い、2003年12月に田原市と公害防止協定書を締結して着手。1基は愛知万国博覧会の会場外施設として、田原風力発電所という名称で2004年3月に先行営業を開始し、トヨタグループパビリオンの電力を賄った。2005年3月の通常運転開始から1年間の年間発生電力量は約4600万kW/hであった。それ以外の11基は田原風力発電所を取り巻くように建設され、田原臨海風力発電所（1基は田原リサイクルセンター風力発電所）として2005年3月に営業運転を開始した。

## 問題
久美原風力発電所では低周波騒音が問題となっている。頭痛やめまい、不眠などを訴える住民がおり、2010年3月に環境省の調査によって風車の回転による騒音が確認された。

## 近隣の風力発電所
田原市の風力発電所
| 立地場所 | 発電所名                         | 発電出力 | 設置基数 | ロータ直径 | 最高地点 | 製造社                     |
| -------- | -------------------------------- | -------- | -------- | ---------- | -------- | -------------------------- |
| 片浜町   | 蔵王山展望台風力発電所           | 300kW    | 1基      | 29m        | 44.5m    | 三菱重工業(日本)           |
| 伊良湖町 | 伊良湖風力発電所                 | 990kW    | 1基      | 61.4m      | 98.7m    | 三菱重工業(日本)           |
| 小中山町 | 渥美風力発電所(小中山)           | 1500kW   | 7基      | 70.5m      | 99.95m   | GEウインドエナジー(ドイツ) |
| 六連町   | 久美原風力発電所                 | 1500kW   | 1基      | 70.5m      | 99.95m   | GEウインドエナジー(ドイツ) |
| 緑が浜   | 田原風力発電所                   | 1980kW   | 1基      | 80m        | 107m     | ベスタス(デンマーク)       |
| 緑が浜   | 田原臨海風力発電所               | 2000kW   | 11基     | 80m        | 107m     | ベスタス(デンマーク)       |
| 小中山町 | 渥美風力発電所(小塩津)           | 2000kW   | 4基      | 80m        | 118m     | ベスタス(デンマーク)       |
| 緑が浜   | 田原リサイクルセンター風力発電所 | 1980kW   | 1基      | 82m        | 121m     | リパワー(ドイツ)           |

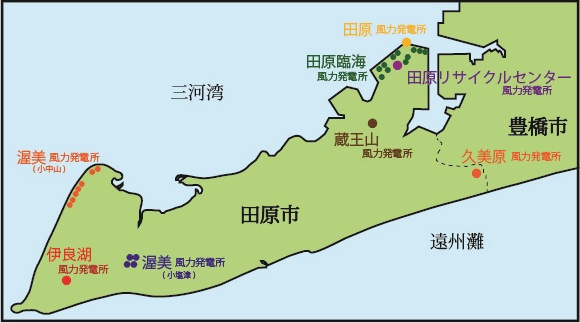
田原市の風力発電所

蔵王山風力発電所では年平均毎秒8.3m、緑が浜2号緑地では年平均毎秒6.5m、白谷海浜公園では年平均毎秒4.7mの風が吹く
。

## 関連施設
緑が浜には2005年4月より田原市のごみ処理施設である田原リサイクルセンター（愛称:炭生館）が稼働しており、田原リサイクルセンター発電所はこの処理施設で使用される電力をまかなうために建てられたものである。

## ギャラリー
- 田原リサイクルセンター風力発電所
- 渥美風力発電所(小中山) 南側の5基
- 渥美風力発電所(小中山) 北側の2基
- 渥美風力発電所(小塩津)